# Ониблэйд
«Ониблэйд» — компьютерная игра в жанре приключенческого боевика с видом от третьего лица, разработанная компанией Gaijin Entertainment и изданная фирмой 1C. Одной из главных особенностей игры является аниме-стилистика — игра позиционируется как первый российский экшн в аниме-стилистике. В 2009 году вышло переиздание игры под названием X-Blades.
Название игры является прозвищем главной героини. Оно составлено из японского слова Они («демон», «демонический») и английского blade («клинок»).

## Игровой процесс
Игрок управляет охотницей за сокровищами по имени Аюми. Оружием героини являются два ганблэйда, которые могут использоваться и как холодное, и как огнестрельное оружие для ближнего и дальнего боя соответственно.
В игре присутствуют ролевые элементы — возможность улучшения навыков героини и модернизации оружия. Существуют две разные концовки — «светлая» и «тёмная». Для получения «светлой» концовки игрок не должен использовать «тёмную» силу в процессе игры.

## Сюжет
События игры разворачиваются в альтернативной реальности, где на Земле вместе с людьми существуют другие фэнтезийные существа, а Вселенная находилась в состоянии хаоса из-за противостояния двух враждующих божеств — Светлого и Тёмного. Их противостояние прервал Светлый, отняв у своего противника силу, но чтобы сохранить баланс Вселенной, он и сам лишился своего прежнего могущества. Силы богов были запечатаны в двух реликвиях, удалённых друг от друга на разных концах света.
Главная героиня игры — юная охотница за сокровищами по имени Аюми — сдаёт в ломбард свою очередную находку, когда на неё нападают неизвестные демоны. Как выясняется впоследствии, напали они на девушку из-за ещё одной находки — фрагмента головоломки, вторая половина которой по иронии судьбы оказалась в том же ломбарде. Соединив их, Аюми получает карту, ведущую к затерянному храму, где она решает поживиться новыми сокровищами.
Добравшись до храма, Аюми преодолевает препятствия в виде местных хищников и охраняющих храм элементалей и оказывается в центральном зале, где хранится одна из реликвий. Но внезапно появляется хранитель этого места — Светлый — и требует от девушки, чтобы она ушла. Аюми даёт бой божеству и, воспользовавшись его слабостью, пытается украсть реликвию. Однако стоит ей дотронуться до артефакта, как из него начинает сочиться скверна, заражая собой Аюми. Одержимая тёмной силой, Аюми теряет над собой контроль, и Светлому приходится использовать на неё остатки своей силы.
Аюми приходит в себя на побережье какого-то острова. Помимо обитающих здесь тварей, для неё угрозу представляет и привязанное к ней проклятье, делающее девушку уязвимой для тёмных сил. В поисках способа избавиться от него Аюми исследует остров, но попадает в ловушку, откуда её спасает новый знакомый — белый маг по имени Джей. Как выясняется, Джей находится на острове не просто так — он прибыл сюда, чтобы не допустить побега Тёмного, который почуял прибытие Аюми на остров (проклятье, которым одержима девушка — это потерянная им ранее божественная сила). Также Аюми узнаёт от Джея, что на острове находится реликвия с силой Светлого, и приходит к выводу, что её можно использовать, чтобы побороть проклятье. Дав тёмному первый бой, герои повергают его в бегство, но Джей хочет добить его, поэтому тоже убегает, не дожидаясь Аюми, и той приходится пробираться через остров в одиночку.
Девушка настигает Джея и Тёмного уже в зале с реликвией, но первый был серьёзно ранен. Тёмный планирует убить Аюми, чтобы вернуть себе прежнюю силу, но она даёт отпор и, добравшись до реликвии, вновь теряет сознание. Очнувшись, Аюми понимает, что наконец-то избавилась от проклятья, но её отчитывает Джей: выходка девушки не уничтожила проклятье, как она рассчитывала, а лишь передала скверну другому, ближайшему носителю — Джею. Теряя над собой контроль от проклятья, Джей вновь сбегает.
Пробираясь вглубь острова, Аюми вновь сталкивается с Тёмным и снова даёт ему бой, но внезапно появившийся Джей, полностью подчинившийся проклятью, убивает Тёмного и забирает у него остатки силы. Преследуя его, Аюми пытается достучаться до своего друга, призывая того бороться с проклятьем, но извращённый тёмной магией Джей желает погрузить мир в вечную тьму.
Игра насчитывает две концовки — хорошую и плохую. Плохую концовку можно получить, если в течение игры изучить хотя бы одно заклинание Тьмы: одолев Джея, Аюми не видит другого выхода, кроме как убить своего друга, о чём позже сильно сожалеет. В хорошей концовке — если проходить игру без магии Тьмы в арсенале — Аюми в разгар сражения становится проводником для магии Светлого, очистившей Джея и весь мир от тёмных сил; после боя Аюми и исцелившийся Джей вместе встречают рассвет.

## Разработка и выпуск
| Системные требования    | Системные требования                                  | Системные требования                                   |
| ----------------------- | ----------------------------------------------------- | ------------------------------------------------------ |
|                         | Минимальные                                           | Рекомендуемые                                          |
| Windows                 |                                                       |                                                        |
| ОС                      | Windows XP с Service Pack 2                           | Windows XP с Service Pack 2, Windows Vista             |
| ЦПУ                     | 2,0 Ггц Pentium 4 или аналогичный                     | 3,0 Ггц Pentium 4 или аналогичный                      |
| Объём ОЗУ               | 512 Мб                                                | 1024 Мб                                                |
| Место на диске          | 5 Гб свободного дискового пространства                | 5 Гб свободного дискового пространства                 |
| Информационный носитель | DVD, Steam                                            | DVD, Steam                                             |
| Видеокарта              | ATI Radeon 1650 256 Мб или nVidia GeForce 7600 256 Мб | ATI Radeon x3800 512 Мб или nVidia GeForce 8800 512 Мб |
| Звуковая плата          | DirectX 9.0c-совместимая                              | DirectX 9.0c-совместимая                               |
| Устройства ввода        | клавиатура, компьютерная мышь                         | клавиатура, компьютерная мышь, геймпад                 |

Игра была представлена на выставке Softool 2006. Игра использует собственный игровой движок компании — Dagor Engine.
Изначально игра была выпущена на платформе PC (Windows). Незадолго до выхода игры компания-разработчик официально объявила об открытии нового отдела по разработке игр для игровых консолей текущего поколения. Впоследствии были названы игры, над которыми работает отдел — одной из этих игр является версия «Ониблэйд» для консолей Xbox 360 и PlayStation 3.

## Коллекционное издание
20 февраля 2009 года вышло коллекционное издание под названием X-Blades: Royal Edition (рус. Мечи-Икс: Королевское издание), в него входит: диск с игрой, диск с саундтреками, руководство пользователя, руководство по прохождению, альбом иллюстраций, двухсторонний плакат, раскрашенная вручную фигурка Аюми и коврик для мыши в PC версии.

## Влияние
В 2012 году вышел духовный наследник под названием Blades of Time.

## Рецензии и награды
| Сводный рейтинг       | Сводный рейтинг | Сводный рейтинг | Сводный рейтинг |
| Издание               | Оценка          | Оценка          | Оценка          |
| Издание               | PC              | PS3             | Xbox 360        |
| --------------------- | --------------- | --------------- | --------------- |
| GameRankings          | N/A             | 49,76 %         | 51,70 %         |
| Metacritic            | 54/100          | 50/100          | 50/100          |
| «Критиканство»        | 62/100          | N/A             | N/A             |
| Иноязычные издания    |                 |                 |                 |
| Издание               | Оценка          | Оценка          | Оценка          |
| Издание               | PC              | PS3             | Xbox 360        |
| Destructoid           | N/A             | N/A             | 5,5/10          |
| Famitsu               | N/A             | 26/40           | 26/40           |
| Game Informer         | N/A             | 5,5/10          | 5,5/10          |
| GameSpot              | N/A             | N/A             | 6,5/10          |
| GameTrailers          | N/A             | N/A             | 4,8/10          |
| GameZone              | 6,5/10          | 6,5/10          | 6,9/10          |
| IGN                   | 6/10            | 6/10            | 6/10            |
| OXM                   | N/A             | N/A             | 4/10            |
| PC Gamer (UK)         | 49 %            | N/A             | N/A             |
| 411Mania              | N/A             | N/A             | 4,5/10          |
| Русскоязычные издания |                 |                 |                 |
| Издание               | Оценка          | Оценка          | Оценка          |
| Издание               | PC              | PS3             | Xbox 360        |
| Absolute Games        | 59 %            | N/A             | N/A             |
| «ЛКИ»                 | 62 %, Медаль    | N/A             | N/A             |
| «VRgames»             | 5/10            | N/A             | N/A             |

Electronic Gaming Monthly назвал Аюми «типичной дерзкой, полураздетой, умно говорящей плохой девочкой, которая раз и навсегда доказывает, что комбинация бикини и стрингов — подходящая броня для взятия на полчищах... почти чего угодно». GameDaily представил Аюми как одну из «почти известных красоток», которая была довольна своим художественным изображением, но недовольна как игрой, так и своей личностью.
«Ониблэйд» получил «смешанные» отзывы на всех платформах, согласно веб-сайту Metacritic. Нейт Ахерн, писавший рецензию для IGN, был недоволен повторяющимся геймплеем, посредственными спецэффектами, раздражающим управлением и слабым ИИ. G4 из «X-Play» сказал о версии для PC: «Мы можем рекомендовать это только людям, которые заинтересованы в полном отказе от видеоигр». Famitsu поставила двум первым консольным версиям 26 из 40.
Игра также упоминалась в Zero Punctuation, когда Грэм Старк из LoadingReadyRun сделал краткий отрицательный обзор, отметив сходство с такими играми, как God of War и Heavenly Sword, а также использование женской анатомии. Softik, писавший для «VRgames», хвалил бойкое весёлое начало игры, наряд главной героини и музыкальное сопровождение, но ругал однообразие, чрезмерное увлечение разработчиков яркими спецэффектами, корявое управление и обманутые надежды любителей аниме. StopGame.ru ругал игру за неудачный игровой процесс, кат-сцены и затянутые битвы с боссами.